# 小宮邦夫
小宮邦夫（こみや くにお、1975年1月10日 - ）は、東京都出身の元プロバスケットボール選手である。ポジションはGF。
実父は、日本代表として活躍した小宮宗勝である。

## 来歴・人物
二葉中学校（広島）在学中、当時中国地区一位の戸坂中学校（広島）との試合で4人にマークされながらも50得点の大記録を残した。また広島市の各中学校にファンクラブが存在した。
。東海大浦安高校在学中の1992年、第12回アジア・ジュニア選手権大会に出場し4位となる。
青山学院大学時代の1996年にも第2回ヤングメンアジア選手権大会に出場。
卒業後の1997年、大和証券に入社。休部後の2000年には新潟アルビレックスに在籍。
2001年、日立サンロッカーズへ移籍。
2003年、アイシンシーホースへ移籍。チームの黄金時代に貢献。キャプテンも務めた。2004年にはFIBAアジアスタンコビッチカップ日本代表に選出される。
2010年引退。バスケットボール普及活動に努める傍ら、NHKの解説者も務める。

## 経歴
- 広島市立二葉中学校（背番号6） - 東海大浦安高校 - 青山学院大学 - 大和証券・新潟アルビレックス（1997年-2001年） - 日立（2001年-2003年） - アイシン精機（2003年-2010年）

## 日本代表歴
- アジアジュニア選手権大会
- ヤングメンアジア選手権大会
- 2004スタンコビッチカップ